# Acide hydroxybenzoïque
L'acide hydroxybenzoïque est un composé aromatique de formule C7H6O3. Il est constitué d'un cycle benzénique substitué par un groupe carboxyle (acide benzoïque) et un groupe hydroxyle (phénol). Comme tous les benzènes disubstitués, il existe sous la forme de trois isomères structuraux, les composés ortho, méta et para, selon la position relative des deux substituants sur le cycle. Les acides hydroxybenzoïques et leur dérivés forment une importante famille d'acides-phénols.

## Caractéristiques
| Acide hydroxybenzoïque  |                                                                        |                                                     |                                                         |
| Nom                     | acide 2-hydroxybenzoïque                                               | acide 3-hydroxybenzoïque                            | acide 4-hydroxybenzoïque                                |
| Autre nom               | acide orthohydroxybenzoïque acide o-hydroxybenzoïque acide salicylique | acide métahydroxybenzoïque acide m-hydroxybenzoïque | acide parahydroxybenzoïque acide p-hydroxybenzoïque PHB |
| Formule topologique     |                                                                        |                                                     |                                                         |
| Numéro CAS              | 69-72-7                                                                | 99-06-9                                             | 99-96-7                                                 |
| PubChem                 | 338                                                                    | 7420                                                | 135                                                     |
| Formule brute           | C7H6O3                                                                 | C7H6O3                                              | C7H6O3                                                  |
| Masse molaire           | 138,12 g·mol−1                                                         | 138,12 g·mol−1                                      | 138,12 g·mol−1                                          |
| État                    | solide                                                                 | solide                                              | solide                                                  |
| Apparence               | cristal incolore                                                       | cristal incolore                                    | cristal incolore                                        |
| Point de fusion         | 158,3 °C                                                               | 200 °C                                              | 215 °C                                                  |
| Point d'ébullition      | 211 °C (20 mmHg)                                                       | -                                                   | -                                                       |
| pKA (25 °C)             | 2,75                                                                   | 3,90                                                | 4,61                                                    |
| Solubilité (eau, 20 °C) | 2 g·L−1                                                                | -                                                   | 5 g·L−1                                                 |
| SGH                     | Danger                                                                 | Attention                                           | Attention                                               |
| Phrase H et P           | H302 et H318                                                           | H302, H315, H319 et H335                            | H315, H319 et H335                                      |
| Phrase H et P           | P280 et P305+P351+P338                                                 | P261 et P305+P351+P338                              | P261 et P305+P351+P338                                  |

Chaque isomère correspond à une position (2, 3 ou 4) du groupe hydroxyle par rapport au groupe carboxyle (respectivement isomères ortho, méta et para). L'isomère ortho est connu sous le nom d'acide salicylique, utilisé comme médicament et précurseur de l'acide acétylsalicylique (aspirine). L'acide parahydroxybenzoïque ou PHB, isomère para, est connu pour ses esters, les parahydroxybenzoates d'alkyle ou parabènes.
Ces acides sont solubles dans l'éther et l'acétone. Comme la plupart des acides organiques, ils sont peu solubles dans l'eau, un peu plus solubles en milieu alcalin lorsqu'ils perdent leur proton du groupe carboxyle formant un anion, mais ils précipitent  facilement par l'ajout d'un acide fort.

## Dérivés
Les acides hydroxybenzoïques sont présents avec les acides hydroxycinnamiques dans presque toutes les épices, souvent sous la forme d'esters ou d'hétérosides.
Il existe dans la nature un grand nombre de dérivés des acides hydroxybenzoïques, avec des groupes hydroxy ou méthoxy supplémentaires :
- les acides dihydroxybenzoïques, dont l'acide protocatéchique (acide 3,4-dihydroxybenzoïque) et l'acide gentisique (acide 2,5-dihydroxybenzoïque)
- les acides trihydroxybenzoïques, dont l'acide gallique (acide 3,4,5-trihydroxybenzoïque)
- l'acide syringique (acide 4-hydroxy-3,5-diméthoxybenzoïque)
- l'acide vanillique (acide 4-hydroxy-3-méthoxybenzoïque)

## Détection
Il existe une méthode spécifique de détection des acides hydroxybenzoïques appelée réaction de Vitali.